# Natasha Poonawalla
Natasha Poonawalla (26 de novembre de 1981) és una dona de negocis índia, presidenta del Villoo Poonawalla Fundació, directora executiva de l'Institut de Sèrum d'India, una de les empreses de fabricació de vacuna més grans en el món pel número de dosis que es van produir, directora del Poonawalla Parc de Ciència en el Netherlands i directora de Villoo Poonawalla Corrent i Criant Pvt Ltd. És una entusiasta de moda sabuda.
Va néixer el 26 de novembre de 1981 a Pramesh Aurora i la seva dona Minnie Aurora. Va créixer amunt en Pune, India. Ella el seu bàsic schooling a St. L'escola de Mary, Pune, va seguir per un grau de batxillerat de la universitat Pune. Al 2004, va rebre un màster de l'Escola de Londres d'Economia. Natasha es va casar amb Adar Poonawalla al 2006. La va conèixer en una festa d'any nou en Goa, tenen dos fills, Cyrus i Darius.